# حيد نفيري
قاعدة الجزء الغضروفي من قناة استاكيوس (النفير) (القناة السمعية، الأنبوب البلعومي الطبلي) تقع مباشرة تحت الغشاء المخاطي للبلعوم، حيث تشكّل ارتفاعاً والحيد النفيري وحيد الأنبوب السمعي ووسادة خلف فتحة البلعوم. الحيد النفيري قريب جداً من اللوزة النفيرية، والتي تسمّى أحياناً «لوزة الحيد النفيري». إن مساواة الحيد مع اللوزة المرتبطة به قد يُرى على أنه غير صحيح أو غير دقيق. هناك طيّتان من الخلف والأمام:
- الخلفية، تمتدّ الطية العمودية للأغشية المخاطية والبلعوم من الجزء السفلي للحيد النفيري؛ وتضمّ العضلة النفيرية البلعومية التي تنشأ من الحد الأعلى الصفيحة الوسطية في الجزء الغضروفي للأنبوب السمعي،[4] وتمرّ إلى الأسفل وتندمج مع الألياف العضلية الخلفية للعضلة الحنكية البلعومية.
- الأمامية، الطية الثانية والأصغر هي طية البلعوم، أصغير من الطية النفيرية البلعومية، وتضمّ بعض ألياف العضلات التي سمّاها «سيمكينز» بعضلة النفير الحنكي عام 1943،[4] وتمتد من الحد الأعلى للصفيحة الجانبية للغضروف حتى خلف الحنك الصلب. العضلة الموتّرة للحفاف ليست جزءاً من الطية، لأن منشأ الطية هو عمق الفتحة الغضروفية.

## وصلات خارجية
- صور تشريحية:31:14-0102 في مركز داونستيت الطبي التابع لجامعة نيويورك
- grossanatomy/dissector/labs/h_n/nasal/na4_1.html في موقع (MedEd) التابع لجامعة لويولا.
- "Anatomy diagram: 25420.000-1". Roche Lexicon - illustrated navigator. Elsevier. مؤرشف من الأصل في 2014-01-01.

قالب:جهاز السمع والتوازن